# Insula Bioko
Bioko este o insulă de origine vulcanică situată în Golful Guineei, la vest de continentul african. Face parte din statul Guineea Ecuatorială. În vremurile coloniale a purtat numele de Fernando Poo și redenumită Masie Ngueme Biyogo în timpul politicii de africanizare a dictatorului omonim. În 1979, odată cu înlăturarea dictatorului de la putere, insula capătă denumirea actuală. Populațiile Bubi i-au dat denumirea de Otcho.

## Geografie
Insula de origine vulcanică are o lungime de 70 km (măsurată pe axa NNE - SSV) și o suprafață de 2.017 km2. Altitudinea maximă de 3012 m este atinsă în vârful Pico Basile. La fel ca și insulele São Tomé, Principe, Pagalu, Bioko este dispusă pe Linia Camerunului, o falie care se extinde din zona Golfului Guineei până la lacul Ciad.

## Demografie
Populația insulei numără aproximativ 124.000 locuitori. Cea mai mare parte a acestora fac parte din populația Bubi. Restul locuitorilor sunt fie fernandinhos, spanioli, camerunezi sau nigerieni. 

## Localități
Cel mai mare oraș de pe insulă îl reprezintă capitala Guineei Ecuatoriale, Malabo. Malabo are un port și un aeroport internațional. Alte așezări urbane notabile sunt Luba, Baney și Riaba.